# بوب بيتيت
بوب بيتيت (بالإنجليزية: Bob Pettit) مواليد 12 ديسمبر 1932 في باتون روج، هو لاعب كرة سلة أمريكي سابق تحول إلى التدريب بعد الاعتزال بدأ مسيرته الاحترافية في سنة 1954. يبلغ طوله 6 قدم 9 بوصة (2.1 م). اعتزل اللعب في 1965.

## فرق لعب لها
- أتلانتا هوكس

## روابط خارجية
- بوب بيتيت على موقع إن بي أي (الإنجليزية)
- بوب بيتيت على موقع سبورتس رفرنس (الإنجليزية)
- بوب بيتيت على موقع كلية كرة السلة في سبورتس رفرنس.كوم (الإنجليزية)
- بوب بيتيت على موقع ريلجم (الإنجليزية)
- بوب بيتيت على موقع بروبوليرز (الإنجليزية)
- بوب بيتيت على موقع قاعة المشاهير الجامعة الوطنية لكرة السلة (الإنجليزية)
- بوب بيتيت على موقع سبورتس رفرنس (الإنجليزية)
- بوب بيتيت على موقع قاعة لويزيانا للمشاهير الرياضية (الإنجليزية)